# Blake Roman
Blake Roman Bojewski (Erie, 20 dicembre 1995) è un attore e doppiatore statunitense.

## Biografia
Nato in Pennsylvania nel 1995, ha studiato alla Fairview High School e all'Università del Michigan. 
Dopo aver conseguito la laurea, ha ottenuto il ruolo di Angel Dust nella serie animata Hazbin Hotel. Nel 2022 ha esordito nell'Off-Broadway interpretando Chopin nel musical Harmony, mentre l'anno successivo ha fatto il suo esordio a Broadway nel medesimo ruolo.
È dichiaratamente bisessuale.

## Filmografia

### Televisione
- Blue Bloods - serie TV, episodio 13x13 (2023)

### Doppiaggio
- Hazbin Hotel - serie TV, 8 episodi (2024)

## Doppiatori italiani
Nelle versioni in italiano delle opere in cui ha recitato, Blake Roman è stato doppiato da:
- Gabriele Vender in Blue Bloods

Da doppiatore è stato sostituito da:
- Riccardo Suarez in Hazbin Hotel